# リチャード・キャリアー
リチャード・セヴァンティス・キャリアー（Richard Cevantis Carrier、1969年12月1日 - ）はアメリカ合衆国の古代史研究者。信条は無神論。無神論者団体インターネット・インフィデルズ（en:Internet Infidels）の一員であり、そのウェブサイトで各宗教の信仰や聖典と現代科学を結びつける主張に反論する記事を掲載している。
キリスト神話説の立場をとり、同じくキリスト神話説の観点で制作されたドキュメンタリー映画『そこにいなかった神』に出演している。